# Saison 1 de Star Wars: The Bad Batch
Chronologie
Saison 2
La première saison de Star Wars: The Bad Batch, série d'animation en 3D américaine, est constituée de seize épisodes. Suite et série dérivée de la série Star Wars: The Clone Wars, elle se situe juste après les événements de La Revanche des Sith et de The Clone Wars. Créée par Dave Filoni, la série est centrée sur le Bad Batch, un groupe de clones génétiquement modifiés.
Diffusée via le service de vidéo à la demande Disney+, elle débute mondialement avec l'épisode La Clone Force 99, diffusé le 4 mai 2021 à l'occasion du Star Wars Day, et se termine avec l'épisode La Perte de Kamino diffusé le 13 août 2021.

## Synopsis
Le Bad Batch est un escadron d'élite de cinq soldats clones nommés Hunter, Crosshair, Wrecker, Tech et Echo. Génétiquement modifiés, ils ont des méthodes de combat peu conventionnelles ainsi que des personnalités et des apparences plus distinctes que les autres clones. Peu après la fin de la guerre des clones — qui a vu l'extermination de l'Ordre Jedi et l'avènement de l'Empire galactique — l'amiral Wilhuff Tarkin les envoie éliminer des insurgés... qui ne sont autre que des soldats de la défunte République galactique et leur famille menés par Saw Gerrera.
Ils ne peuvent se résoudre à exécuter des civils innocents et se retrouvent par conséquent accusés de trahison. Quand Tarkin ordonne à Crosshair — qui a subi un lavage de cerveau — d'exécuter ses anciens coéquipiers, le Bad Batch s'évade avec l'aide d'une nouvelle recrue, une enfant nommée Omega, elle-aussi clonée. Désormais recherchés par l'Empire, ils entreprennent des missions de mercenaires tout en luttant pour survivre et trouver un nouveau but à leur existence.

## Distribution

### Principaux et récurrents
- Dee Bradley Baker (VF : Serge Biavan, Sylvain Agaësse pour Tech et Frédéric Souterelle pour Wrecker) : le Bad Batch (16 épisodes[N 1])
- Dee Bradley Baker (VF : Serge Biavan) : les soldats clones (11 épisodes)
- Michelle Ang (VF : Emmylou Homs) : Omega (16 épisodes)
- Bob Bergen (VF : Gérard Sergue) : Premier ministre Lama Su (5 épisodes)
- Gwendoline Yeo (VF : Marie Zidi) : Nala Se (5 épisodes)
- Benjamin Diskin (VF : Christophe Desmottes) : AZI-3 (4 épisodes)
- Noshir Dalal (VF : Fabrice Lelyon) : vice-amiral Rampart (8 épisodes)
- Liam O'Brien (VF : Gunther Germain) : Bolo (5 épisodes)
- Sam Riegel (VF : Jérôme Wiggins) : Ketch (5 épisodes)
- Rhea Perlman (VF : Marie-Martine) : Ciddarin Scaleback, surnommée « Cid » (5 épisodes)

### Invités
- Tom Kane (VF : Jean-Claude Donda) : narrateur (épisode 1)
- Archie Panjabi (VF : Barbara Beretta) : Depa Billaba (épisode 1)
- Freddie Prinze Jr. (VF : Juan Llorca) : Caleb Dume (épisode 1)
- Ian McDiarmid (VF : Georges Claisse) : empereur Palpatine (épisode 1)[N 2]
- Stephen Stanton (en) (VF : Pierre Laurent) : amiral Wilhuff Tarkin (épisodes 1, 3 et 15)
- Matthew Wood (VF : Emmanuel Garijo) : les droïdes de combat (épisodes 1 et 6)
- Andrew Kishino (en) (VF : Daniel Njo Lobé) : Saw Gerrera (épisode 1)
- Dee Bradley Baker (VF : Serge Biavan) : Cut Lawquane (épisode 2), capitaine Rex (épisodes 7 et 14), capitaine Howzer (épisodes 11 et 12), Gregor (épisode 14)
- Cara Pifko (VF : Céline Melloul) : Suu Lawquane (épisode 2)
- Nika Futterman (VF : Clara Quilichini) : Shaeeah Lawquane (épisode 2)
- Kath Soucie (VF : Emmylou Homs) : Jek Lawquane (épisode 2)
- Nika Futterman (VF : Emmanuel Garijo) : Fauja (épisode 2)
- Emilio Garcia-Sanchez : ES-01 (épisode 3)
- Dahéli Hall (en) (VF : Geoffrey Loval) : ES-04 (épisodes 3, 8 et 12)
- Ming-Na Wen (VF : Diane Dassigny) : Fennec Shand (épisodes 4 et 9)
- Grey Griffin (VF : Claire Guyot) : CG-67 (épisode 4)
- Liam O'Brien (VF : Gunther Germain) : Raney (épisode 5)
- Matthew Wood : Bib Fortuna (épisode 5)
- Brigitte Kali (VF : Victoria Grosbois) : Trace Martez (épisode 6)
- Elizabeth Rodriguez (VF : Ingrid Donnadieu) : Rafa Martez (épisode 6)
- Tina Huang (VF : Armelle Gallaud) : ES-02 (épisodes 8, 12 et 15)
- Ness Bautista (VF : Fabrice Lelyon) : ES-03 (épisodes 8, 12 et 15)
- Corey Burton (VF : Vincent Violette) : Cad Bane (épisodes 8 et 9)
- Seth Green : Todo 360 (épisodes 8 et 9)
- Rena Owen : Taun We (épisode 9)
- Alexander Siddig (VF : Mathieu Buscatto) : sénateur Avi Singh (épisode 10)
- Sian Clifford (VF : Marie Diot) : GS-8 (épisode 10)
- Shelby Young (VF : Valérie Nosrée) : capitaine Bragg (épisode 10)
- Robin Atkin Downes (VF : Sébastien Desjours) : général Cham Syndulla (épisodes 11 et 12)
- Ferelith Young (VF : Marjorie Frantz) : Eleni Syndulla (épisodes 11 et 12)
- Corey Burton (VF : Boris Rehlinger) : Gobi Glie (épisodes 11 et 12)
- Vanessa Marshall (VF : Cindy Lemineur) : Hera Syndulla (épisodes 11 et 12)
- Shelby Young (VF : Marie Diot) : Lenk (épisode 11)
- Phil LaMarr (VF : Emmanuel Jacomy) : sénateur Orn Free Taa (épisode 11)
- Vyvy Nguyen (VF : Emmylou Homs) : Serin (épisode 11)
- Tom Taylorson (VF : Anatole de Bodinat) : Roland Durand (épisode 13)
- Liam O'Brien (VF : Philippe Dumond) : le représentant des Pykes (épisode 13)
- Helen Sadler (VF : Armelle Gallaud) : Dr Scalder[N 3] (épisode 16)

 Source et légende : version française (VF) sur RS Doublage

## Liste des épisodes

### Épisode 1:La Clone Force 99
- Le début de l'épisode a réécrit le rôle de Caleb durant l'Ordre 66 montré dans le comics Kanan : Le dernier Padawan (Kanan: The Last Padawan)[4]. Néanmoins, certains éléments du comics se retrouvent dans l'épisode comme la planète Kaller et l'apparition du commandant clone Grey[5].
- Tom Kane revient exceptionnellement interpréter le narrateur comme il l'a fait tout au long de la série The Clone Wars[6].
- L'épisode reprend deux éléments de La Revanche des Sith : la musique de la scène de l'Ordre 66 est une version modifiée de celle d'origine nommée Anakin's Betrayal, tandis que le discours de Palpatine, qui déclare la formation de l'Empire, est extrait directement du film[3].
- La salle de formation apparaît pour la première fois dans l'épisode Les Clones cadets (Clone Cadets), de The Clone Wars, qui met en vedette les débuts de l'escouade d'Echo[3].
- Deux acteurs des précédentes séries d'animation reprennent leurs rôles : Andrew Kishino (en), de The Clone Wars, pour Saw Gerrera et Freddie Prinze Jr., de Rebels, pour Caleb Dume[3].
- L'objet de Wrecker est une poupée de Tooka. Dans l'univers de Star Wars, il s'agit d'un jouet apprécié des enfants. Il est également présent dans The Clone Wars, Rebels, Resistance et le jeu télévisé Jedi Temple Challenge[3].

### Épisode 2:Famille de cœur
- Cut Lawquane est un soldat clone qui apparaît pour la première fois dans l'épisode Le Déserteur (The Deserter) de The Clone Wars. Il a déserté pendant la Guerre des clones pour s'installer sur la planète Saleucami et fonder une famille : sa femme Suu et ses deux enfants. C'est également dans cet épisode qu'il rencontre Rex pour la première fois[8].
- La planète Saleucami apparaît initialement dans La Revanche des Sith, durant l'Ordre 66, tandis que la créature hostile envers Omega est un jeune Nexu, une espèce introduite dans L'Attaque des clones[7].
- L'existence des puces inhibitrices, qui permettent le déclenchement de l'Ordre 66 aux clones, est révélée lors de l'épisode Le Complot (Conspiration) de The Clone Wars[7].
- Le code chaîne, qui permet à l'équipe de passer le poste de contrôle impérial, est introduit dans l'épisode Chapitre 1 : Le Mandalorien (Chapter 1: The Mandalorian) de The Mandalorian[7].

### Épisode 4:La Chasseuse de prime
- L'animal qu'Omega trouve dans une caisse est un Voorpak, une espèce introduite dans Resistance, tandis que le jouet de soldat clone avec lequel elle joue fait écho au jouet de stormtrooper présent dans le début de Rogue One[10].
- Fennec Shand est une mercenaire d'abord apparue dans la série The Mandalorian, durant l'épisode Chapitre 5 : Le Mercenaire (Chapter 5: The Gunslinger), commencée deux ans plus tôt[11]. Ming-Na Wen y reprend son rôle[11].

### Épisode 5:Mission sauvetage
- La planète Ord Mantell est citée dès L'Empire contre-attaque, tandis que les Zygerriens sont mentionnés pour la première fois dans l'ouvrage de référence The Star Wars Sourcebook sorti en 1987. Ils ne réapparaissent par la suite qu'en 2009, lors de la bande dessinée de The Clone Wars : Esclaves de la République (Slaves of the Republic)[N 4]. Celle-ci est alors adaptée dans la quatrième saison de la série lors de l'arc dédié à Zygerria[12].
- Bib Fortuna est interprété, dans une langue propre à l'univers Star Wars, par le principal ingénieur du son de Lucasfilm : Matthew Wood. Ce dernier avait déjà interprété Fortuna dans La Menace fantôme et durant l'épisode Chapitre 16 : Le Sauvetage (Chapter 16: The Rescue) de The Mandalorian[12].

### Épisode 6:Hors service
- Pour la planète Corellia, l'épisode reprend le même esthétisme urbain que celui développé pour Solo[15].
- Les sœurs Trace et Rafa Martez sont apparues pour la première fois dans un arc de quatre épisodes lors de la septième saison de The Clone Wars[16].

### Épisode 7:Les Traces du passé
- La collation de pop-corn qu'Omega et Wrecker mangent existe réellement. Elle est notamment commercialisée dans le restaurant Kat Saka's Kettle de la zone thématique Star Wars: Galaxy's Edge[17].
- La planète Bracca a été originellement créée pour le jeu vidéo Star Wars Jedi: Fallen Order (2019). Dans ce jeu, la planète est également un cimetière de vaisseaux spatiaux, vestige de la guerre des clones. La Guilde des ferrailleurs vient également du jeu dont Cal Kestis est l'un des membres[18].
- Mention du clone CT-5555, Fives, par Rex. Ce clone appartenait à l'escouade d'origine d'Echo et avait découvert l'existence des puces dans les clones. Il avait tenté de prévenir Rex et Anakin qui, à l'époque, ne l'avait pas crû, avant d'être finalement abattu par un autre clone.

### Épisode 8:Retrouvailles
- La cache d'armes que Wrecker et Omega découvrent abrite des torpilles à protons. Il s'agit d'armes couramment utilisées dans l'univers Star Wars et qui ont notamment servi à détruire l'Étoile de la mort, par Luke Skywalker, dans Un nouvel espoir[19].
- Cad Bane est un chasseur de primes qui apparaît pour la première fois dans la série The Clone Wars, aux côtés des Séparatistes et des organisations criminelles[19].
- Le duel entre Bane et Hunter, notamment la mise en scène et la musique, est influencé par les films western du milieu du XXe siècle. Le personnage de Bane est d'ailleurs partiellement basé sur celui de « la Brute », incarné par Lee Van Cleef, dans Le Bon, la Brute et le Truand (1966)[19].
- La vue à la première personne, via Hunter, fait référence au jeu Star Wars: Republic Commando (2005)[20].

### Épisode 9:Qui va à la chasse...
- Le vaisseau de Cad Bane, le Justifier, devait initialement apparaître dans The Clone Wars avant que cette dernière ne soit annulée en 2013[21].
- L'actrice Rena Owen reprend son rôle de Taun We après la première apparition du personnage dans L'Attaque des clones via la capture de mouvement[21].

### Épisode 10:Terrain d'entente
- La conception du droïde GS-8, qui est au service du sénateur Singh, est fondée sur celle du droïde RA-7 qui apparaît dans Un nouvel espoir[23].
- La planète Raxus, qui était la capitale des Séparatistes durant la guerre des clones, est apparue pour la première fois durant l'épisode Héros des deux côtés (Heroes on Both Sides) de The Clone Wars. Le nom de la planète provient d'ailleurs de celle de Raxus Prime, une planète récurrente dans les jeux Star Wars[23].

### Épisode 14:Griffe du guerrier
- Les créatures qui pourchassent Gregor, nommées Massiffs, sont une espèce introduite dans L'Attaque des clones[29].
- Le design des soldats TK provient des illustrations de Ralph McQuarrie pour les stormtroopers du premier film Un nouvel espoir[30].
- Mention de la mission de Skako Minor où Echo avait été secouru par les membres de la Clone Force 99, avant de les rejoindre peu après.
- Les commandos clones sont mentionnés pour la première fois durant L'Attaque des clones avant d'être rendus populaires grâce au jeu vidéo Star Wars: Republic Commando (2005). Le commando clone guidant les soldats TK, qui aborde une armure grise et jaune, est conçu pour ressembler à Nitro, l'un des personnages du jeu. La série de romans du même nom, dérivée du jeu et écrite par Karen Traviss, explorait déjà le fait que des commandos clones instruisent les soldats non-clones[29].
- Gregor est un commando clone qui apparaît pour la première fois durant l'épisode Porté disparu (Missing in Action) de The Clone Wars, et qui apparaît par la suite dans la série Star Wars Rebels[31].

### Épisode 15:Retour sur Kamino
- La créature volante de l'épisode est un Aiwha, une espèce introduite dans L'Attaque des clones[33].
- Le droïde AZI-3 apparaît pour la première fois durant l'épisode Le Complot (Conspiracy) de The Clone Wars. C'est lui, ainsi que le soldat clone Fives, qui ont découvert l'existence des puces inhibitrices[33].
- L'ordre de bombardement que donne Tarkin à Rampart fait référence au même ordre qu'il donnera des années plus tard pour la destruction de la planète Alderaan dans Un nouvel espoir[33].